# Bradysia holsatica
Bradysia holsatica är en tvåvingeart som beskrevs av Heller 2004. Bradysia holsatica ingår i släktet Bradysia och familjen sorgmyggor.
Artens utbredningsområde är Tyskland. Arten är reproducerande i Sverige. Inga underarter finns listade i Catalogue of Life.